# كيث أوليف
كيث أوليف (بالإنجليزية: Keith Olive)‏ هو فيزيائي أمريكي، ولد في 1978.